# Purpuricenus zarudnianus
Purpuricenus zarudnianus är en skalbaggsart som beskrevs av Semenov 1903. Purpuricenus zarudnianus ingår i släktet Purpuricenus och familjen långhorningar.
Artens utbredningsområde är Iran. Inga underarter finns listade i Catalogue of Life.